# Bachhanpurwa
Bachhanpurwa (en népalais : बछनपुर्वा) est un comité de développement villageois du Népal situé dans le district de Bara. Au recensement de 2011, il comptait 4 860 habitants.